# امامزاده شیخ بهرست
امامزاده شیخ بهرست مربوط به دوره قاجار است و در شهرستان دشتستان، بخش شبانکاره، دهستان شبانکاره، روستای خلیفه‌ای واقع شده و این اثر در تاریخ ۲۸ اسفند ۱۳۸۵ با شمارهٔ ثبت ۱۸۶۵۸ به‌عنوان یکی از آثار ملی ایران به ثبت رسیده است.